# (54) Alexandra
(54) Alexandra est un astéroïde de la ceinture principale, découvert par Hermann Goldschmidt le 10 septembre 1858.
Son nom est une forme féminisée du prénom de l'explorateur allemand Alexander von Humboldt.